# Kłosowo (Mątowy Małe)
Kłosowo – część wsi Mątowy Małe w Polsce położona w województwie pomorskim, w powiecie malborskim, w gminie Miłoradz na obszarze Wielkich Żuław Malborskich.
W latach 1975–1998 część wsi administracyjnie należała do województwa elbląskiego.